# Sérgio Mota (futebolista)
Sérgio Mota Mello, mais conhecido simplesmente como Sérgio Mota (16 de novembro de 1989) é um futebolista brasileiro, que atua como meia.
Atualmente, está no Oeste.

## Carreira

### São Paulo
Disputou a Copa São Paulo de 2007 pelo São Paulo, onde foi destaque e gerou comparações com Kaká. Acabou por não jogar a final, pois estava suspenso, e o São Paulo perdeu para o Cruzeiro.
Foi alçado ao profissional ainda em 2007 junto com o zagueiro Breno. Realizou sua primeira partida como profissional, diante do Juventude, pelo Brasileiro de 2007. Como o São Paulo já havia garantido o título de campeão, os reservas e os jogadores jovens tiveram chance de atuar, e Sérgio Mota pôde disputar os primeiros 45 minutos.
O contrato de Sérgio Mota com o São Paulo se encerrou em novembro de 2012 e não foi renovado.

### Toledo
Em 2009, foi emprestado ao Toledo até o fim do Campeonato Paranaense.

### Ceará
No dia 22 de dezembro de 2010, Sérgio Mota foi emprestado ao Ceará até o final de 2011.
No jogo-treino do Ceará contra o Maranguape, Sérgio Mota marcou dois gols; também jogou contra o Quixadá. E no Clássico-Rei, o jogador deu o passe para o gol do atacante Osvaldo.

### Icasa
Em julho de 2011, Sérgio Mota foi emprestado para o Icasa. A sua estreia foi contra o ABC onde o jogo terminou de 1–1. Estava atuando mais na Copa Fares Lopes, quando se negou a viajar com o grupo para Maranguape, para um jogo para cumprir tabela, já que o Icasa já havia sido eliminado.

### Santo André
Em 2012, é emprestado para o Santo André. Fez sua estreia pelo Ramalhão contra o Velo Clube, partida que terminou 3–0 para a equipe de Rio Claro.

### América-MG
Chegou ao América Mineiro como reforço para a temporada 2013. Ficou menos de três meses no Coelho e retornou ao Penapolense em agosto, clube pelo qual havia disputado o Campeonato Paulista deste ano.

### Botafogo-SP
Foi contratado pelo Botafogo-SP para a disputa do Campeonato Paulista de 2014.

### Seattle Sounders
Em maio de 2015, Mota assina um contrato com o Seattle Sounders FC 2, equipe que disputa a USL. 

### Luverdense
Foi contratado pelo Luverdense para disputar o Estadual, a Copa Verde e a Série B.

### CRB
No final de 2016, foi anunciado como um dos principais reforços do CRB para disputa do Campeonato Alagoano, Copa do Nordeste, Copa do Brasil e Brasileirão Série B pelo clube.
Em sua estreia vestindo a camisa 10 do clube regatiano, Mota decepcionou e teve pouca participação na partida que terminou em um empate por 1x1 contra o CSE em Palmeira dos Índios. Já em seu segundo jogo pelo Campeonato Alagoano, Sérgio desencantou e marcou três gols na vitória sobre o Miguelense por 4x0. Pela segunda rodada da Copa do Nordeste, voltou a ser decisivo e marcou um gol na vitória sobre o CSA por 2x1 no maior clássico de Alagoas. Após o fim da primeira fase do Campeonato Alagoano, ele perdeu espaço na equipe.

### Vila Nova
Foi uma das primeiras contratações do Vila Nova para a temporada 2018, porém, deixou o clube ainda em janeiro.

### China
Em 2018, o meio-campista chegou ao futebol chinês, onde defendeu inicialmente o ZJ Yiteng.
Em 2019, assinou com o Guizgou. Em março de 2021, renovou contrato com o Guizhou até 2023. Em junho de 2021, anunciou a saída de equipe chinesa. Nesse período, disputou 31 jogos, marcou 13 gols e deu 7 assistências.

### Vitória
Foi contratado pelo EC Vitória no segundo semestre de 2021, para a disputa da Série B do Campeonato Brasileiro.

### Oeste
Em 17 de agosto de 2022, pela Copa Paulista 2022, em um duelo contra o Água Santa, o jogador anotou seu primeiro gol pelo clube.

## Seleção Brasileira
Sérgio Mota foi o camisa 10 da Seleção Brasileira Sub-20 que disputou a Copa Sendai de 2007.

## Títulos
São Paulo
- Campeonato Brasileiro: 2007 e 2008

Ceará
- Campeonato Cearense: 2011

Luverdense
- Campeonato Matogrossense: 2016

CRB
- Campeonato Alagoano: 2017